# Gemischter Chor Zürich
Der Gemischte Chor Zürich wurde 1863 gegründet. Er tritt seither als einer der grossen Oratorienchöre Zürichs in der Tonhalle Zürich auf, teilweise zusammen mit dem Tonhalle-Orchester Zürich.

## Geschichte
Zusammen mit anderen Chören war der Gemischte Chor Zürich massgeblich an der Gründung der Tonhalle Zürich beteiligt, so 1868 an der Gründung des ersten ständigen Orchesters (Tonhalle-Orchester Zürich), 1872 am Bau der Orgel (als «alte Tonhalle-Orgel» heute in der Kirche Neumünster (Zürich)) und 1895 am Bau der Konzertsäle mit ihrer berühmten Akustik.

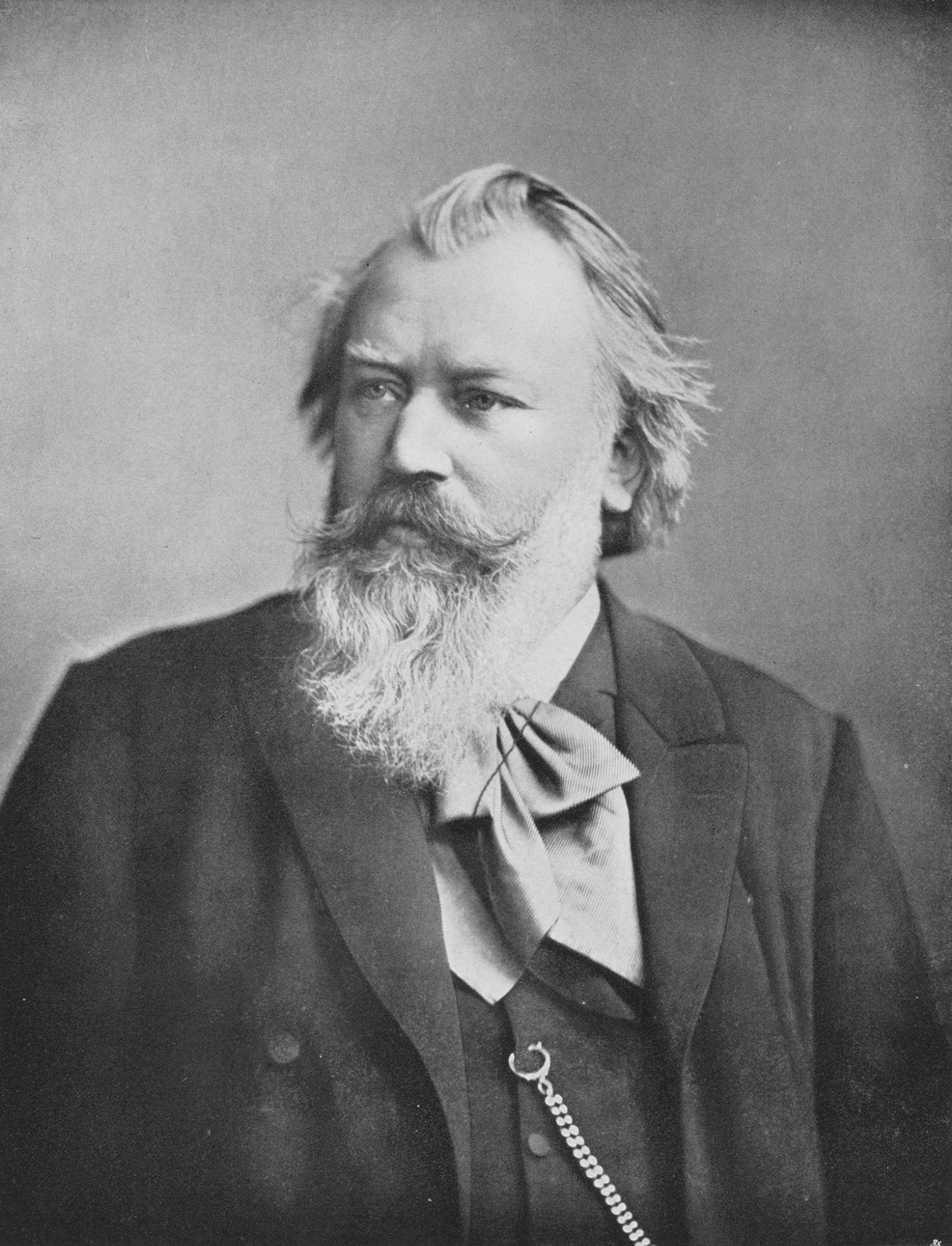
Johannes Brahms

Die Konzerttätigkeit begann mit Haydns Schöpfung im Dezember 1863. Seit 1864 bis heute werden die traditionellen Karfreitagskonzerte durchgeführt. Bald gehörten alle Passionen, die grossen Oratorien und Totenmessen (Requiem), wie heute noch, zum Repertoire. In den Herbstkonzerten war das Aufführen zeitgenössischer Musik von Anfang an ein Anliegen: Johannes Brahms hat mehrere seiner Werke mit dem Chor probiert, uraufgeführt und auch später wieder dirigiert. Andere Gastdirigenten eigener Werke waren Max Bruch, Camille Saint-Saëns und Richard Strauss.

## Heutige Formation
Die Chorsängerinnen und -sänger sind sangesfreudige Laien mit geschulten Stimmen, in der Konzertbesetzung jeweils etwa 100 bis 120 Mitwirkende.

## Dirigenten
- 1865–1901: Friedrich Hegar (1841–1927)
- 1901–1902: Hermann Suter (1870–1926)
- 1902–1949: Volkmar Andreae (1879–1962)
- 1950–1975: Erich Schmid (1907–2000)
- 1975–1996: Räto Tschupp (1929–2002)
- seit 1996: Joachim Krause (geb. 1957)

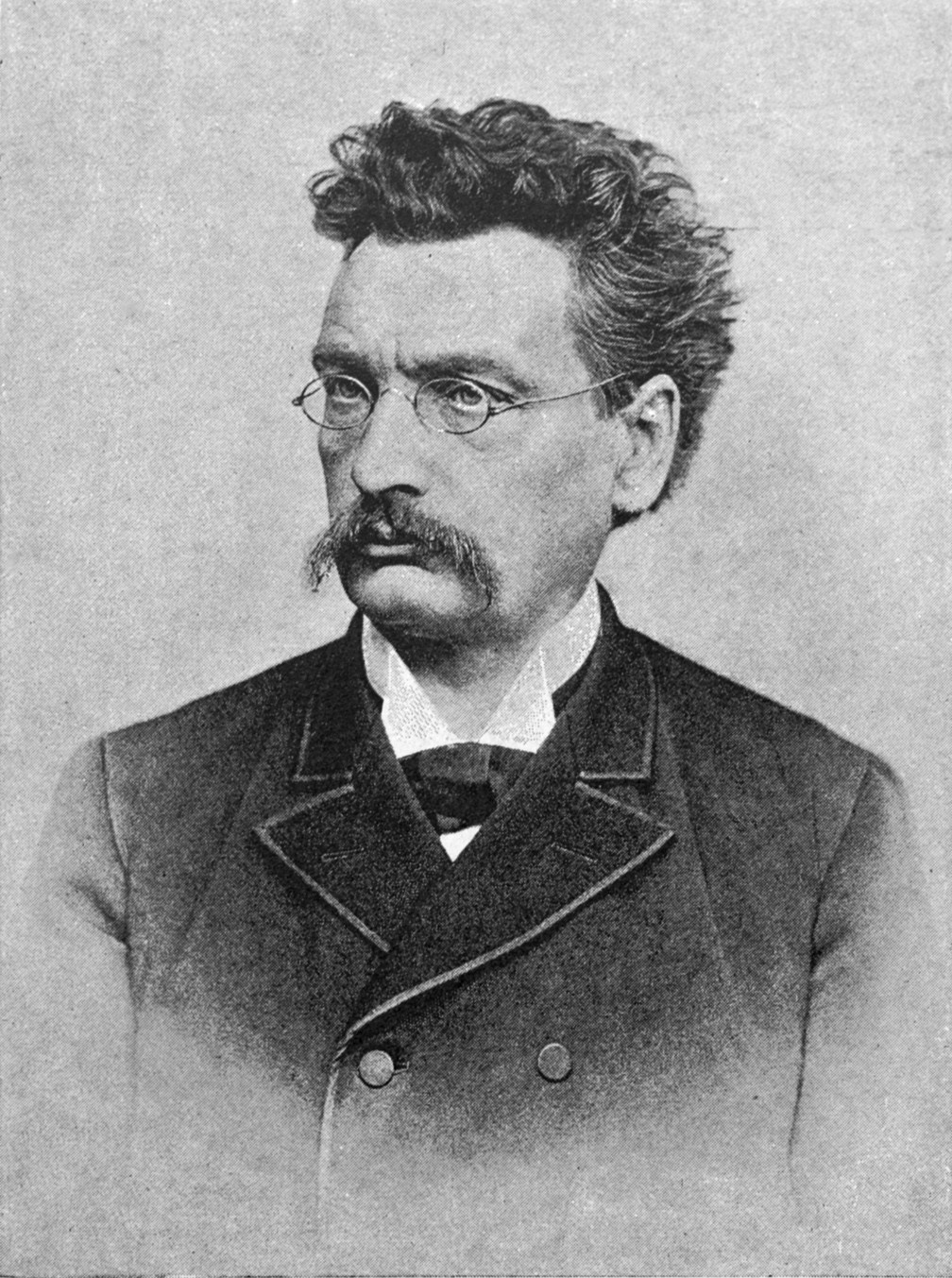
Friedrich Hegar

Erster ständiger Dirigent war der Komponist und Dirigent Friedrich Hegar, der bis 1901 den Chor leitete und zugleich, von 1868 bis 1906 erster Chefdirigent des Tonhalle-Orchesters war. In den folgenden zwei Jahren übernahm der Basler Komponist Hermann Suter den Verein, dann folgte die lange Dirigentenzeit von Volkmar Andreae. Unter ihm sang der Chor 1911 in der Mailänder Scala die italienische Erstaufführung von Bachs Matthäus-Passion.
Erich Schmid wurde 1949 Nachfolger von Andreae und leitete den Chor bis 1975. Der Chor gab verschiedene Konzerte im Ausland, so in Strassburg, Prag, Rom und Salzburg. Nachfolger von Schmid wurde Räto Tschupp, der den Chor bis 1996 leitete. Neben grossen und bekannten Werken brachte Räto Tschupp auch immer wieder selten Gehörtes und Kompositionen der Gegenwart ins Programm. Konzertreisen führten mit dem Tonhalle-Orchester in die Alte Oper nach Frankfurt (mit Le laudi di San Francesco d’Assisi von Hermann Suter 1984 und mit Golgotha von Frank Martin 1987), sowie mit Händels Jephtha 1985 nach Prag.
Seit 1996 wird der Chor von Joachim Krause geleitet. Er setzt seither als Schwerpunkte den Komponisten Johann Sebastian Bach, französische Komponisten (inklusive Westschweizer) und die Musik des 20. sowie des 21. Jahrhunderts. Neben den traditionellen Karfreitagskonzerten (seit 1996 vier Einstudierungen der Missa solemnis von Beethoven, je zwei der Johannes-Passion von Bach und dessen h-Moll-Messe), stellt Krause in den Herbstkonzerten dem Publikum vermehrt unbekanntere oder wenig aufgeführte Werke vor, wie das Requiem von Gabriel Fauré, Das Gesicht Jesajas von Willy Burkhard und Le Roi David von Arthur Honegger. Im Oktober 2006 fand die Uraufführung des Auftragswerkes Au-delà du regard von Martin Derungs nach Gedichten der libanesischen Dichterin Nadia Tuéni statt. Im Herbst 2010 führte der Chor Jüngst und einst von Paul Suits auf, ein Auftragswerk des Basler Bach-Chors. Zum 150. Jubiläum im Herbst 2013 sang der Chor die Uraufführung des Auftragswerks D’un pays lointain von Edward Rushton.

## Solisten
Der Chor engagierte von Anfang an auch international tätige Solisten. So sang der deutsche Heldentenor Heinrich Vogl (1845–1900) als Solist beim Gemischten Chor Zürich zwischen 1872 und 1885 in 9 Konzerten.
Langjährige Engagements finden sich auch im 20. Jahrhundert. Die Altistin Ilona Durigo (1881–1943) aus Budapest war Solistin in über 40 Konzerten zwischen 1911 und 1943. Von 1920 bis 1938 sang der deutsche Tenor Karl Erb (1877–1958) in 12 Konzerten, und wenn er verhindert war, verschob der Chor Passionsaufführungen in die Sommermonate, um ihn als Evangelisten zu engagieren.
Ernest Bauer, Tenor (Genf), wirkte mit an 26 Aufführungen zwischen 1923 und 1941, wovon 7 Mal in Beethovens 9. Sinfonie. Der Bassist Felix Loeffel (1892–1981) sang zwischen 1922 und 1937 in 16 Aufführungen, so auch in der italienischen Erstaufführung von Bachs Matthäus-Passion in Mailand 1929 und 1932 in Das Unaufhörliche von Paul Hindemith, im Jahr nach der Uraufführung in München.
Der Tenor Ernst Häfliger (1919–2007) gab sein Debüt als Evangelist in der Johannes-Passion von J. S. Bach an den Karfreitagskonzerten 1943 des Chors und sang hier regelmässig in 38 Konzerten bis 1984.
Kurt Widmer (1940–2023), Bass, war zwischen 1967 und 1992 Solist in 24 Konzerten, so 1970 in Arthur Honeggers Totentanz und 1971 in der h-Moll-Messe Bachs, die eine Woche später, wiederum mit dem Tonhalle-Orchester, auch in Rom dargeboten wurde, sodann 1973, 1975 und 1987 in Golgotha von Frank Martin sowie in Hermann Suters Le Laudi di San Francesco d’Assisi 1973 und 1984, zuletzt in der Johannes-Passion 1992, wo er die Partie des Pilatus sang, sein Sohn Oliver Widmer jene des Christus.
Weitere Solisten des 20. Jahrhunderts: Ursula Buckel (S), Lisa della Casa (S), Elsa Cavelti (A), Sylvia Gähwiller (S), Ria Ginster (S), Christoph Homberger (T), Kurt Huber (T), Edith Mathis (S), Heinz Rehfuss (B), Hermann Schey (B), Elisabeth Speiser (S), Maria Stader (S), Jakob Stämpfli (B) und viele andere.

## Archivalien
Das Archiv des Chors ist seit 1980 in der Zentralbibliothek Zürich deponiert und dort zugänglich: Handschriftenabteilung, Signatur GChorZ: Briefe, Protokolle, Rechnungen, Akten, Verträge, Mitgliederverzeichnisse, Konzertprogramme, Varia, 4,4 Laufmeter; Musikabteilung: Signatur Gemischter Chor, Notenbibliothek, Musikdrucke, 36,5 Laufmeter.